# Regne de Fergana
El regne de Fergana és el nom convencional d'un antic estat que va existir probablement entre els segles iii aC i vi dC a la vall de Fergana, en part de l'actual Uzbekistan.
L'any 329 aC Alexandre el Gran va fundar Alexandria Escate (anomenada també Alexandria Ultima o Alexandria d'Escítia) al sud-oest de la vall del riu Iaxartes, prop de la moderna Kokand, avui al Tadjikistan. La ciutat va tenir contacte segurament amb el Regne Grec de Bactriana. Es creu que els grecs d'Alexandria Escate van arribar fins a Ürümchi i Kashgar al Xinjiang i van tenir els primers contactes amb els xinesos cap a l'any 220 aC.
S'han trobat estàtues de soldats grecs a la Xina, que mostren que els grecs es van estendre fins al país dels seres (xinesos) i els frini. Estrabó diu que van eixamplar el seu territori fins al seres i els frinis.
Fonts xineses en parlen abans de la conquesta musulmana: una ambaixada xinesa dirigida per Zhang Qian a l'anomenat país dels dayuan o ta-yuan hi va estar el 128 aC. Una dinastia indígena, potser d'origen grec, governava el país. Els xinesos van anomenar al territori el país dels cavalls celestials i l'any 104 aC hi estaven en guerra.
El regne es va fondre al segle vi dins del kanat dels Turcs. Posteriorment van existir diversos kanats a la regió de Fergana:
- Segles xi al xiii: kanat karakhànida (segle xii sota sobirania karakitai, segle xiii sota sobirania mongola i del kan de Txagatai)
- 1469 a 1504, kanat timúrida (acabat amb Baber)
- 1504 a 1709, kanat uzbek d'Andidjan després de Bukharà
- 1709 a 1876, kanat uzbek de Kokand
- El 1875 el kanat de Kokand com a regió de Fergana va ser annexionada a la Rússia tsarista.
- Després de la revolució de 1917 segons la demarcació ètnica del 1924 el territori de la vall de Fergana va ser dividit entre Uzbekistan, Tadjikistan i Kirguizstan, les tres repúbliques soviètiques. Les tres províncies de Fergana, d'Andijan i de Namangan van ser donades a l'Uzbekistan.[1]